# Wayne N. Mathis
Wayne N. Mathis,född 1945, är en amerikansk entomolog specialiserad på tvåvingar, särskilt Ephydroidea och Opomyzoidea.
Auktorsnamnet Mathis kan användas för Wayne N. Mathis i samband med ett vetenskapligt namn inom zoologin; se Wikipedia-artiklar som länkar till auktorsnamnet.